# BMW 328

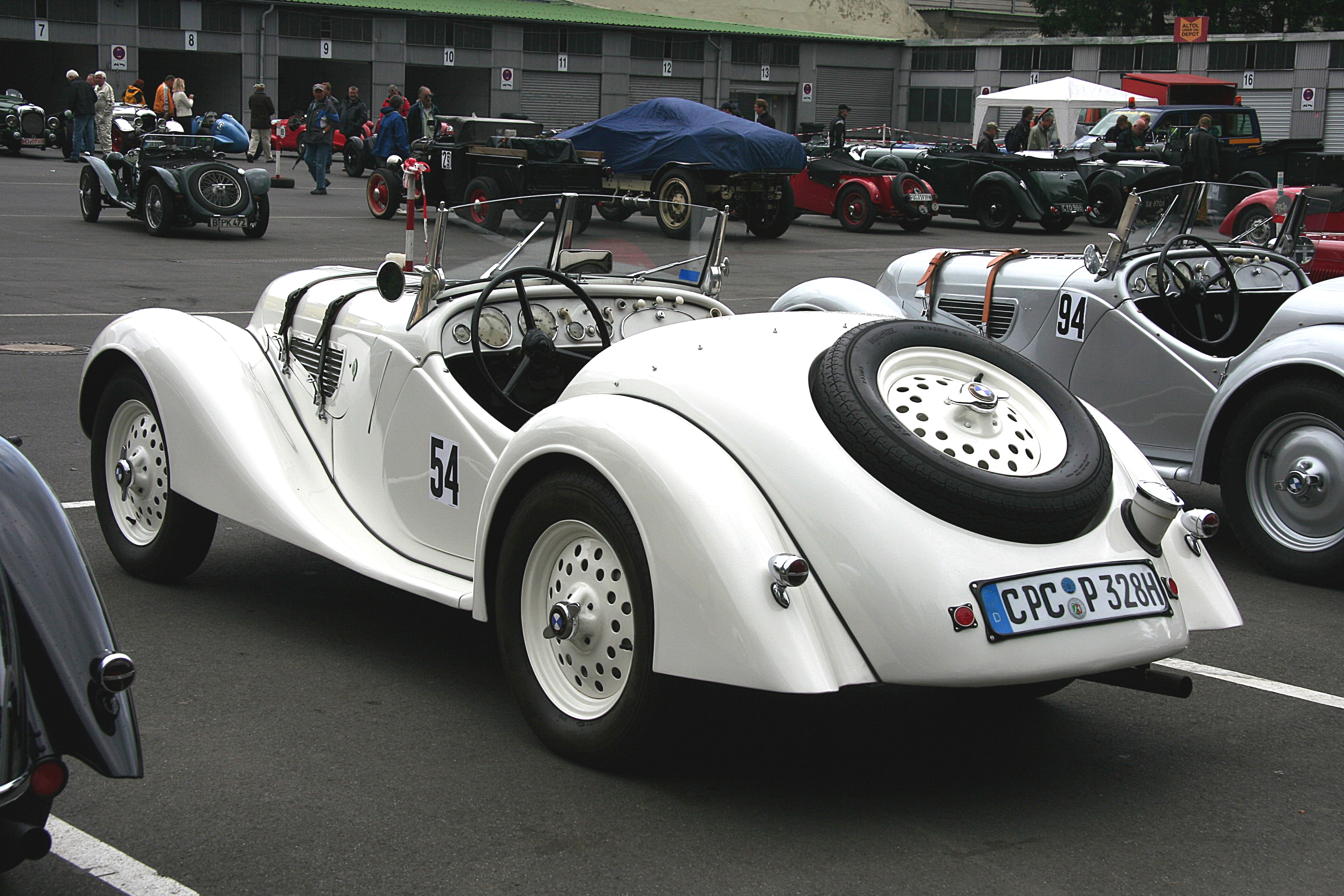
Im alten Fahrerlager des Nürburgrings

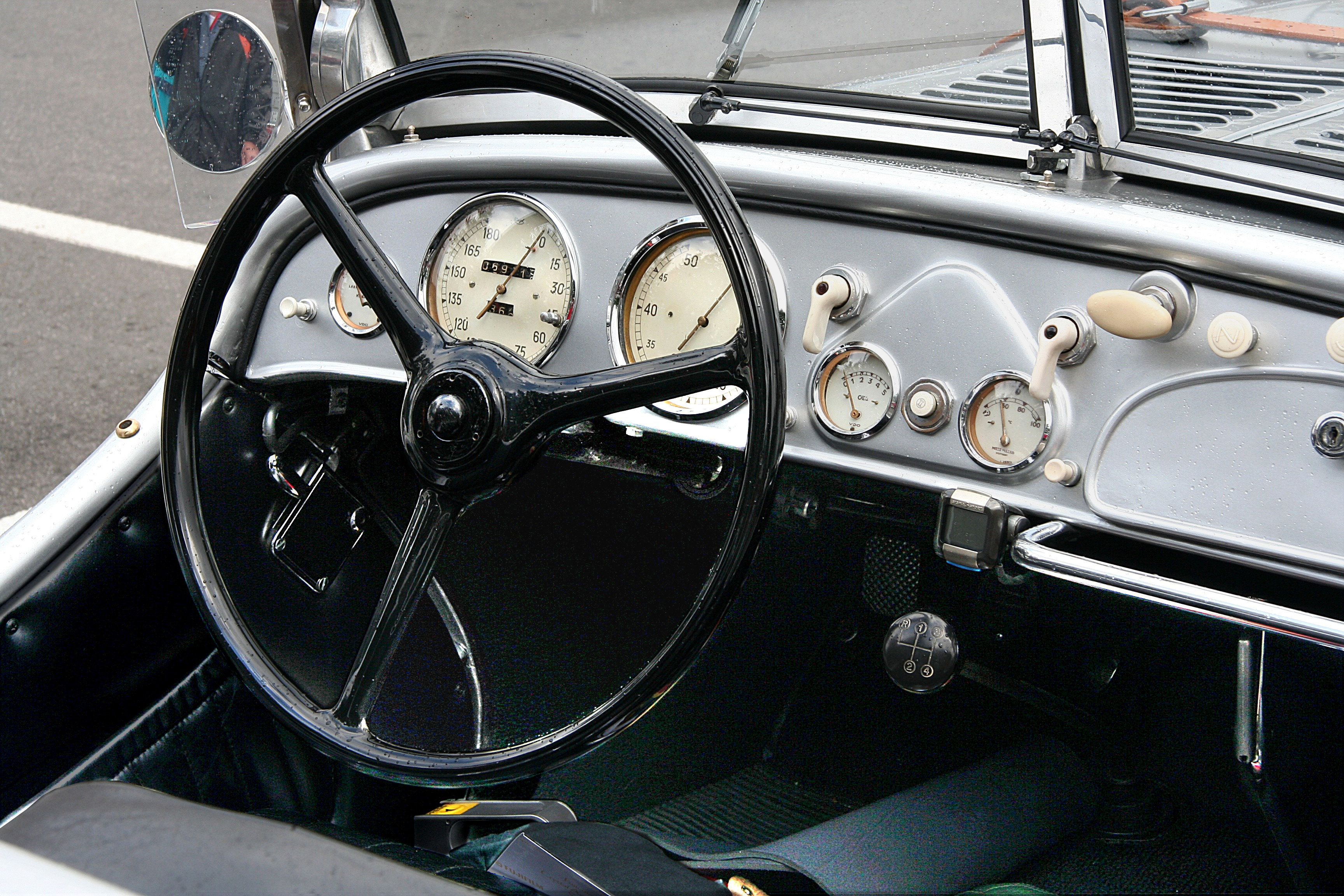
Armaturenbrett des BMW 328

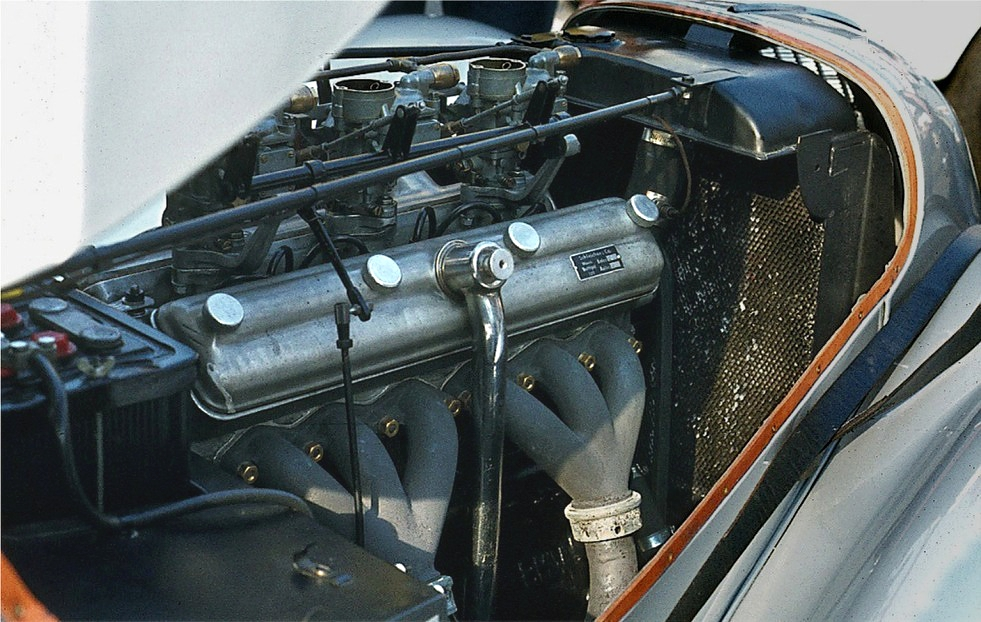
Motorraum, rechte Seite

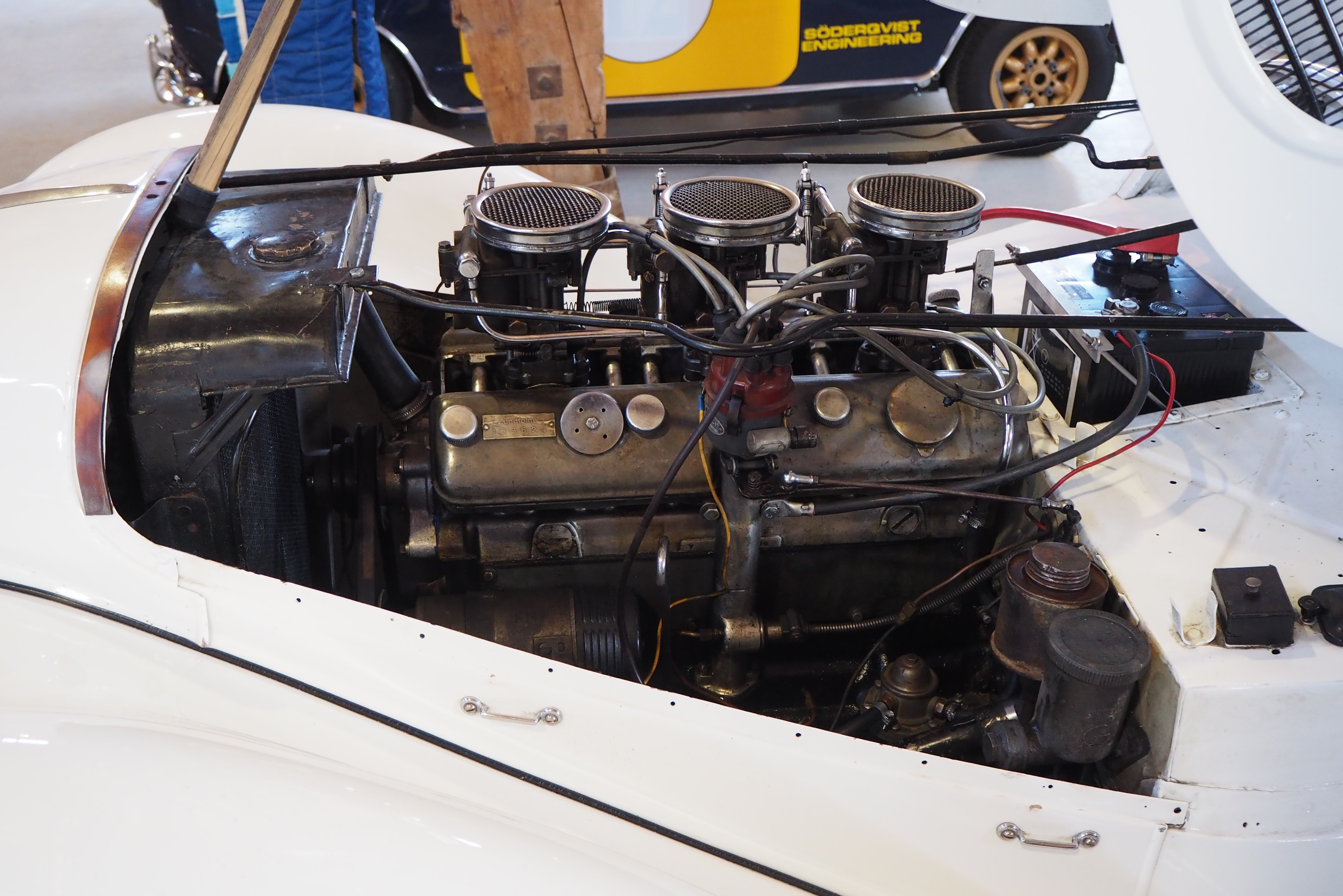
328 Motorraum, linke Seite

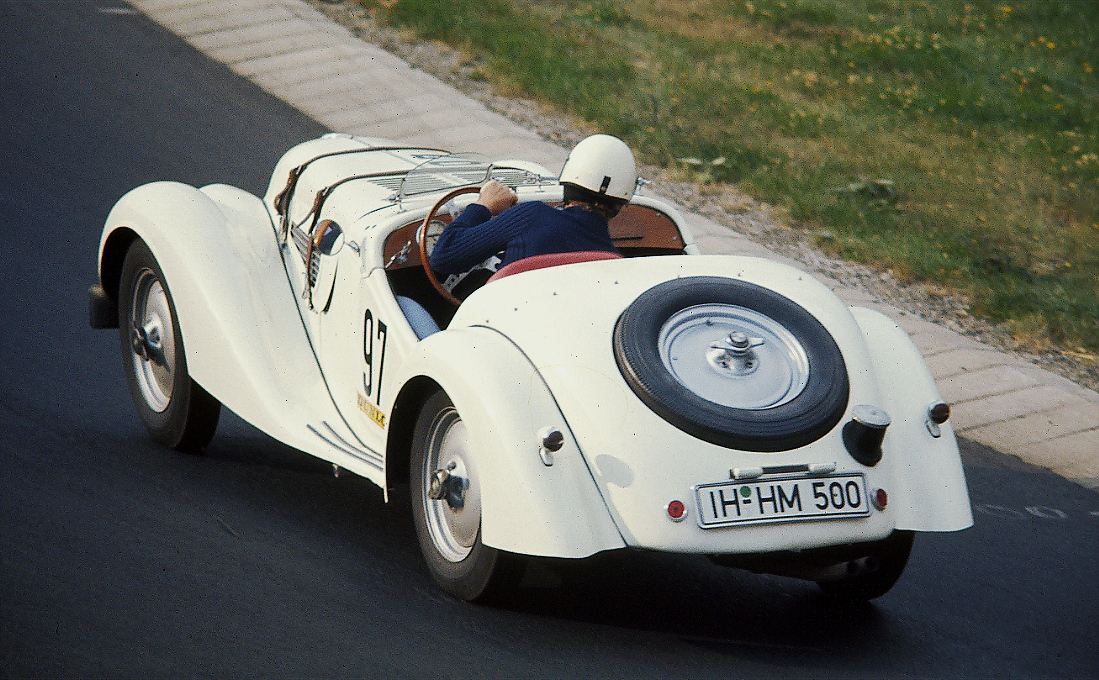
Heck des BMW 328, Baujahr 1938

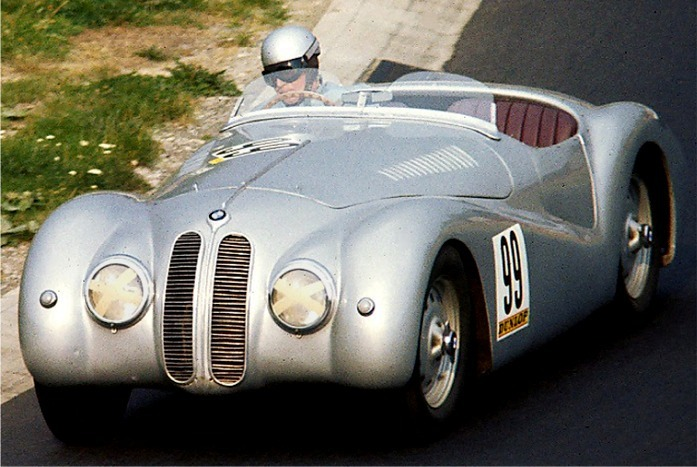
BMW 328 „Mille Miglia“, Baujahr 1940, mit Adolf Brudes am Steuer

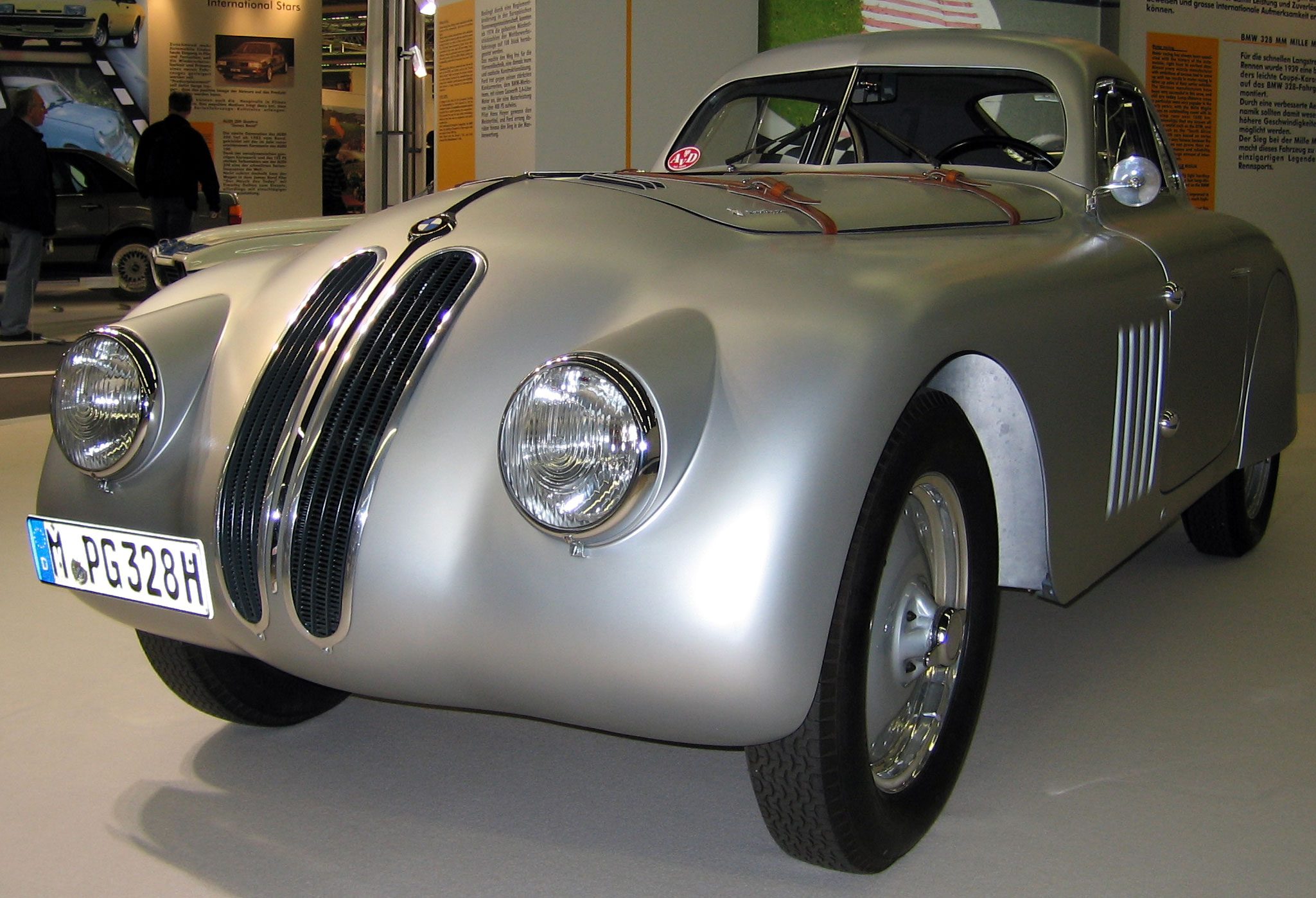
BMW 328 Touring-Coupé, Sieger der Ersatz-Mille-Miglia 1940

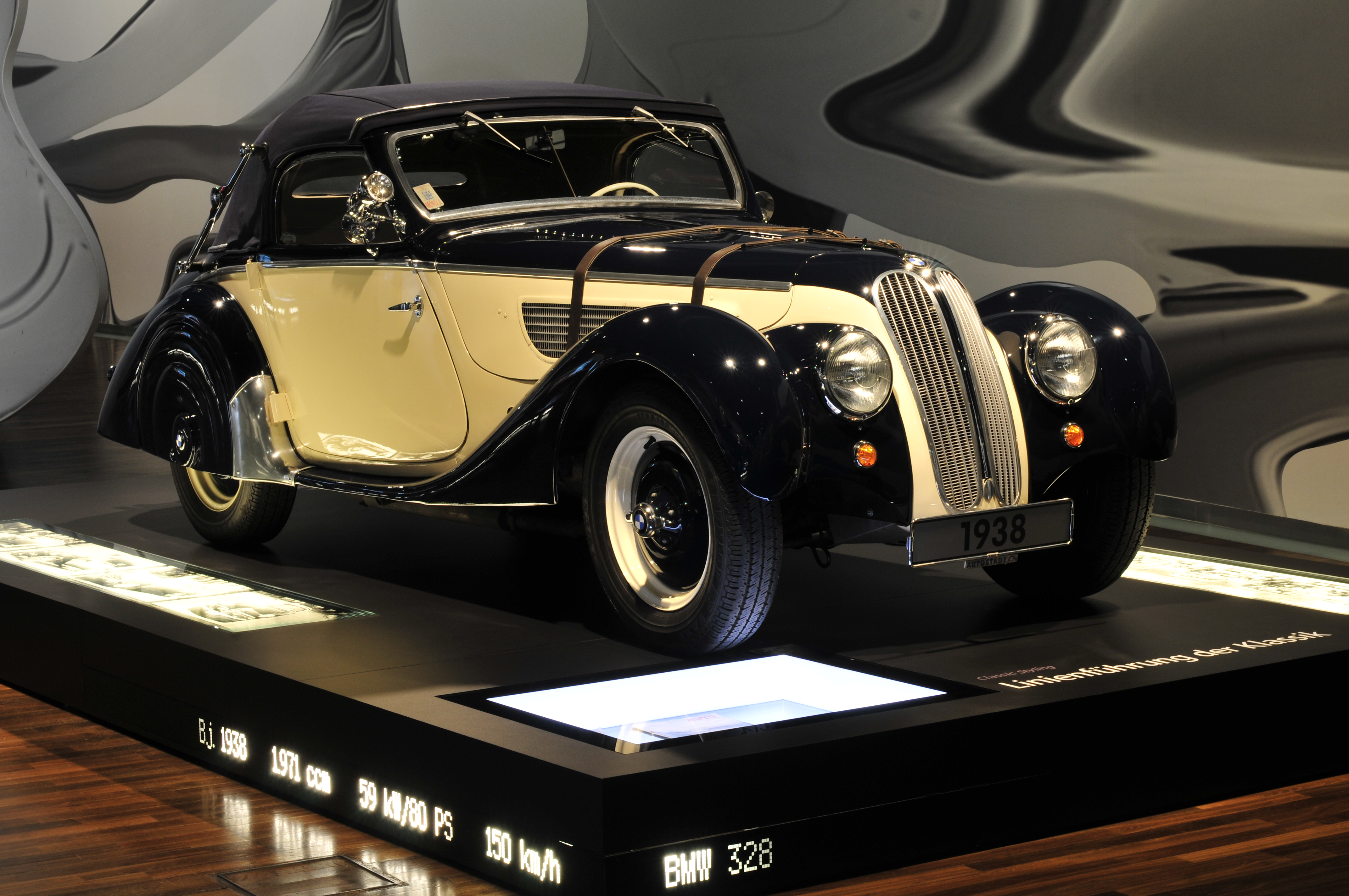
BMW 328 Sport-Cabriolet im Museum der Autostadt Wolfsburg

Der BMW 328 war ein Sportwagen der Bayerischen Motoren Werke. Erstmals zu sehen war der in Eisenach gebaute Roadster beim 1936 Eifelrennen auf der Nordschleife des Nürburgrings, wo er unter Ernst Jakob Henne mit einem Durchschnitt von 101,6 km/h die Klasse der Sportwagen bis 2000 cm³ (ohne Kompressor) gewann. Zu kaufen war der BMW 328 ab Februar 1937 zum Preis von 7400 Reichsmark. 464 Wagen wurden laut Angaben der BMW AG bis Anfang 1940 gebaut, andere Quellen nennen 462 Stück. Der BMW 328 gehörte zu den „Traumsportwagen“ seiner Zeit. Vorgänger war der BMW 319/1.

## Allgemeines
Der BMW 328 ist ein offener Zweisitzer. Fahrgestell und Radaufhängungen stammen vom BMW 319, Motorblock und Bremsen vom viersitzigen Tourenwagen 326. Im 326 leistet der Sechszylinder-Reihenmotor mit einem Hubraum von zwei Litern und parallel in einem Graugusszylinderkopf hängenden Ventilen 50 PS (38 kW) bei 3750/min. Der Motor hat zwei Steigstromvergaser, Ein- und Auslässe liegen auf einer Seite. Für den 328 konstruierte Rudolf Schleicher einen neuen Zylinderkopf aus Aluminium mit V-förmig hängenden Ventilen, halbkugeligen Brennräumen und einer Verdichtung von 7,5 : 1 (statt 6 : 1). Kurze, im Kopf verzweigte Ansaugkanäle führen direkt von den drei Solex-Fallstromvergasern, die über dem Motor sitzen, zu den Einlassventilen. Um die Auslassventile von der unten auf der anderen Seite liegenden Nockenwelle betätigen zu können, wurde eine mechanisch aufwendige Lösung gewählt: Die Stoßstange wirkt über einen Umlenkhebel auf der Kipphebelwelle der Einlassseite und eine zweite, quer über den Zylinderkopf führende, fast waagerecht angeordnete kurze Stoßstange auf einen abgewinkelten Kipphebel, der das Auslassventil betätigt. Zu jedem Auslassventil gehören also ein Stößel, zwei Stoßstangen und zwei Kipphebel. Der Motor leistete so zunächst 80 PS (59 kW) bei einer Nenndrehzahl von 5000/min.
Über eine Einscheiben-Trockenkupplung, ein Vierganggetriebe von ZF oder Hurth und eine ungeteilte Kardanwelle wird die Kraft an die starre Hinterachse übertragen. Die Achsbrücke ist mit dem von vorn unten eingesetzten Differentialgetriebe verschraubt. (Banjoachse) Sie wird von Längsblattfedern und den Hebeln der Stoßdämpfer geführt, die oben an der Achsbrücke angreifen.
Die Vorderräder sind einzeln nach Art einer Doppelquerlenkerachse an einer Querblattfeder oben und den als Dreiecklenker ausgebildeten Hebeln der Hebelstoßdämpfer aufgehängt. Die langen Spurstangen der Zahnstangenlenkung liegen hinter der Achse.
Die „Vierrad-Flüssigkeits-Fußbremse“, so die Bezeichnung im Verkaufsprospekt von BMW für die Trommelbremsen mit hydraulischer Betätigung, ist den damals verbreiteten seilzugbetätigten Bremsen überlegen. BMW versprach, dass der Wagen aus 30 km/h nach fünf Metern zum Stillstand komme, was einer Bremsverzögerung von 6,94 m/s² entspricht. Die Bremsen sind selbstnachstellend und jeder Radbremszylinder hat hinten, also zur ablaufenden Bremsbacke hin, einen größeren Durchmesser als vorn. BMW hebt den dadurch erreichten Vorteil des gleichmäßigen Verschleißes beider Bremsbacken heraus.
Mit einer Länge von 3,90 m und einer Breite von 1,55 m wirkt der Wagen zierlich. Den sportlichen Charakter unterstreichen die zwei Lederriemen über der Motorhaube und die Zentralverschlüsse der Stahlscheibenräder. Der Einstieg in den BMW 328 ist trotz hinten angeschlagener Türen eng und wird durch das relativ große Lenkrad erschwert.
In viele erhalten gebliebene Exemplare des 328 wurden Teleskopstoßdämpfer eingebaut. 
| Technische Daten           | Technische Daten                                                                                    |
| -------------------------- | --------------------------------------------------------------------------------------------------- |
| Motor:                     | 6-Zylinder-Reihenmotor (Otto)                                                                       |
| Bohrung × Hub:             | 66 × 96 mm                                                                                          |
| Hubraum:                   | 1971 cm³                                                                                            |
| Verdichtungsverhältnis:    | 7,5 : 1                                                                                             |
| Gemischaufbereitung:       | 3 Fallstromvergaser Solex 30 JF                                                                     |
| Leistung:                  | 80 PS (59 kW) bei 5000/min (Verschiedene Quellen nennen 4500/min.)                                  |
| Kurbelwelle:               | vierfach gelagert                                                                                   |
| Ventilsteuerung:           | seitliche Nockenwelle, Antrieb durch Duplexkette; hängende Ventile                                  |
| Tankinhalt:                | 50 Liter (auf Wunsch 100 l)                                                                         |
| Kühlung:                   | Wasserkühlung mit Umlaufpumpe, 7,5 l Kühlwasser                                                     |
| Getriebe:                  | 4-Gang (3. und 4. Gang synchronisiert)                                                              |
| Fahrwerk:                  | Rohrrahmen mit Kastenquerträgern                                                                    |
| Aufhängung vorn:           | Einzelradaufhängung an Querlenkern (Stoßdämpferhebel) und Querblattfeder                            |
| Aufhängung hinten:         | Starrachse an zwei Längs-Halbelliptikblattfedern, Bremsmomentabstützung durch Hebel der Stoßdämpfer |
| Stoßdämpfer:               | hydraulische Hebelstoßdämpfer                                                                       |
| Bremsen:                   | Trommelbremsen, hydraulisch betätigt, selbstnachstellend (Trommeldurchmesser 280 mm)                |
| Radstand:                  | 2400 mm                                                                                             |
| Spurweite:                 | 1153/1220 mm                                                                                        |
| Außenmaße:                 | 3900 × 1550 × 1400 mm                                                                               |
| Reifen:                    | 5.25 oder 5.50–16                                                                                   |
| Leergewicht (ohne Fahrer): | 830 kg                                                                                              |
| Höchstgeschwindigkeit:     | 150 km/h                                                                                            |

| Produktionszahlen | Jahr | 1936 | 1937 | 1938 | 1939 | Summe |
| ----------------- | ---- | ---- | ---- | ---- | ---- | ----- |
| BMW 328           |      | 3    | 171  | 164  | 126  | 464   |

## Karosserievarianten

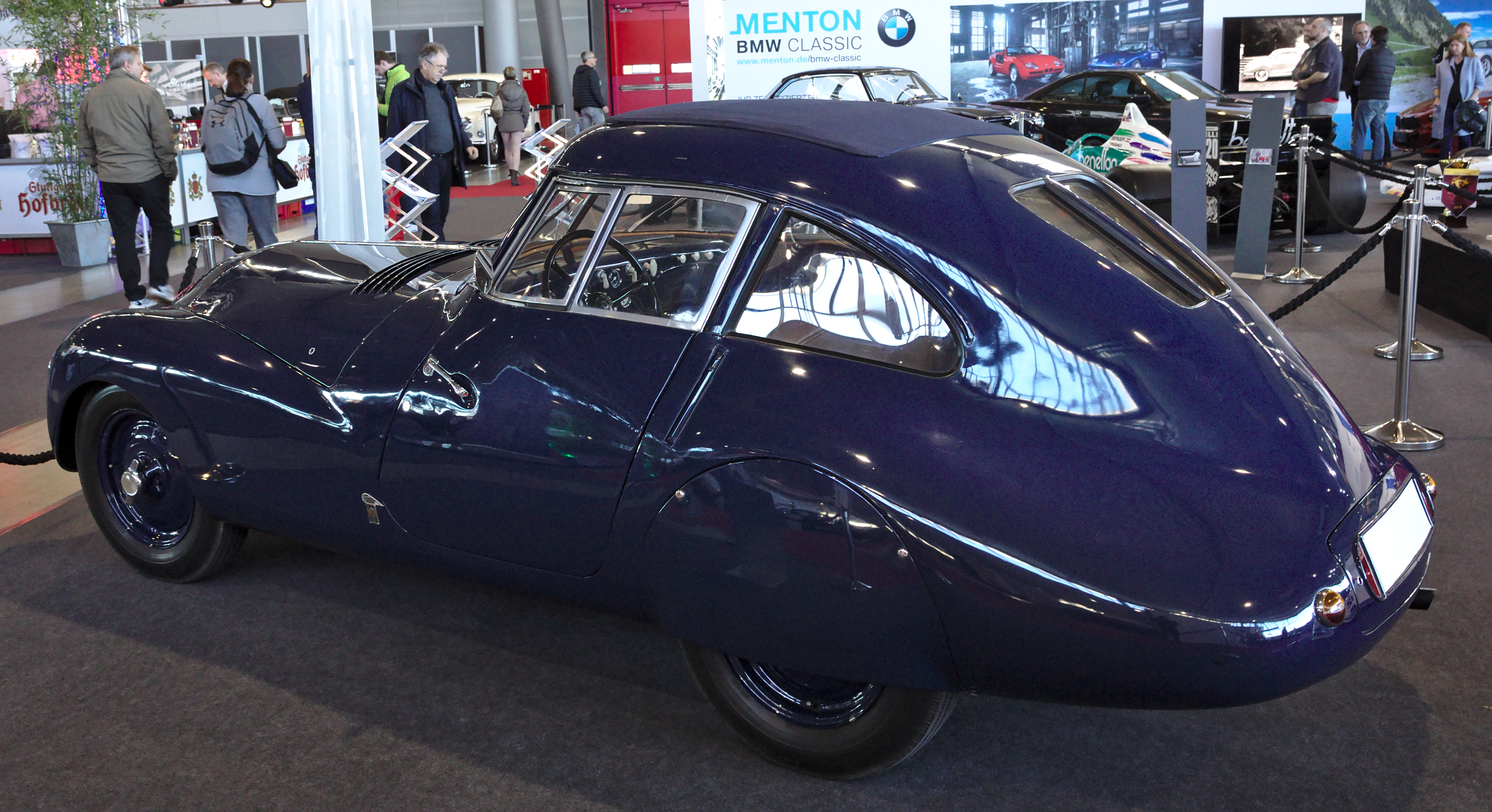
BMW 328 Fachsenfeld Coupé

Außer dem serienmäßigen Roadster gab es für den BMW 328 individuelle Karosserien, unter anderem Cabriolet-Varianten von Ludwig Weinberger und von Gläser sowie ein Coupé mit abnehmbarem Dach (Hardtop) von Wendler in Reutlingen. Nach dem Entwurf des Freiherrn Koenig-Fachsenfeld baute Wendler auch zwei Stromlinienwagen auf der Basis des BMW 328, die zu ihrer Zeit als äußerst windschnittig galten. 1978 ergaben Messungen im Windkanal den relativ hohen Luftwiderstandsbeiwert (cw) von 0,44 für dieses Fahrzeug, der unter anderem aus den Lüftungsschlitzen in der Fronthaube resultierte. Durch Verkleinerung dieser Schlitze (wie in der Konstruktion ursprünglich vorgesehen) sank er unter 0,40. Diese Karosserien entstanden im Wesentlichen in Handarbeit in Gemischtbauweise, bei der die Karosseriebleche mit einem Gerippe aus Holz durch viele kleine Nägel verbunden wurden.

## Der BMW 328 „Mille Miglia“
Für das 24-Stunden-Rennen von Le Mans 1939 ließ BMW von dem Mailänder Karosseriebauer Touring auf dem 328-Fahrgestell ein Coupé mit Aluminiumkarosserie in Tourings patentierter „Superleggera“-Bauweise (superleicht) herstellen. Die besonders dünnen Karosseriebleche des Wagens waren mit einem Gitterrohrgerüst verschweißt. Diese recht teure Bauart – Aluminium war vor dem Zweiten Weltkrieg ein teurer High-Tech-Werkstoff, der sich nicht leicht schweißen ließ – wurde damals bei verschiedenen Rennfahrzeugen angewandt. Im Rennen von Le Mans belegten Max zu Schaumburg-Lippe/Hans Wencher den fünften Platz im Gesamtklassement und wurden Sieger der Klasse bis 2 Liter Hubraum. Ein Jahr später – bei der Mille Miglia 1940 – setzte BMW diesen Wagen und ein sogenanntes Kamm-Coupé sowie drei Roadster auf der Basis des 328 ein. Die Roadster galten als Prototypen für das geplante Nachkriegsmodell. Sie werden als Typ Mille Miglia bezeichnet, weil sie nur bei diesem Rennen als Werkswagen eingesetzt waren.
Die Leistungsangaben für den Rennmotor, der in Hubraum (1971 cm³) und technischem Aufbau dem Serientriebwerk entspricht, schwanken zwischen 87 und 90 kW (118/122 PS) bei 5000 bis 5800/min und einem Verdichtungsverhältnis von 9,15 : 1. Auf dem Prüfstand wurden 96 bis 99 kW (130 bis 135 PS) erreicht. Das Leergewicht des Roadsters (mit 100 l Kraftstoff) liegt bei 700 kg, das Coupé wiegt ca. 780 kg. Als Höchstgeschwindigkeit sind 200 bis 220 km/h erreichbar.
Huschke von Hanstein und Walter Bäumer gewannen die Mille Miglia mit dem Le-Mans-Coupé von Touring überlegen in 8:54:46,3 Stunden bzw. mit einer Durchschnittsgeschwindigkeit von 166,7 km/h. Adolf Brudes und Ralph Roese wurden mit einem der drei Roadster Dritte. Die beiden anderen Roadster belegten die Plätze fünf und sechs. Das Kamm-Coupé fiel aus.
Nach dem Krieg wurde das Touring-Coupé von US-Offizieren beschlagnahmt und kurze Zeit später an einen früheren Mitarbeiter von BMW verkauft, der 1947 nach Kanada auswanderte, den Wagen mitnahm und veräußerte. In den 1970er-Jahren wechselte das Coupé erneut den Besitzer, bevor BMW es im Sommer 2002 zurückerwerben und restaurieren konnte.
Der Wagen von Brudes gelangte 1945 nach England und dort in den folgenden Jahren zu den verschiedensten Besitzern, die ihn nach ihren Bedürfnissen modifizierten. 1974 kam der Wagen erstmals wieder zum Nürburgring. 1975 konnte BMW den 328 „Mille Miglia“ zurückkaufen und unter großem Aufwand in den Originalzustand zurückversetzen. Das Bild von 1976 zeigt den Wagen noch mit Rechtslenkung.
Seit Mitte der 1990er-Jahre versuchte BMW das Kamm-Coupé anhand von Daten aus Privatsammlungen, Fotos und Computersimulationen zu rekonstruieren, nachdem das Original Anfang der 1950er-Jahre nach einem Unfall verschrottet worden war. Ende April 2010 stellte BMW den Nachbau des Rennwagens auf dem Concorso d’Eleganza vor dem Grand Hotel Villa d’Este am Comer See der Öffentlichkeit vor.

## BMW-328-Weiterverwender

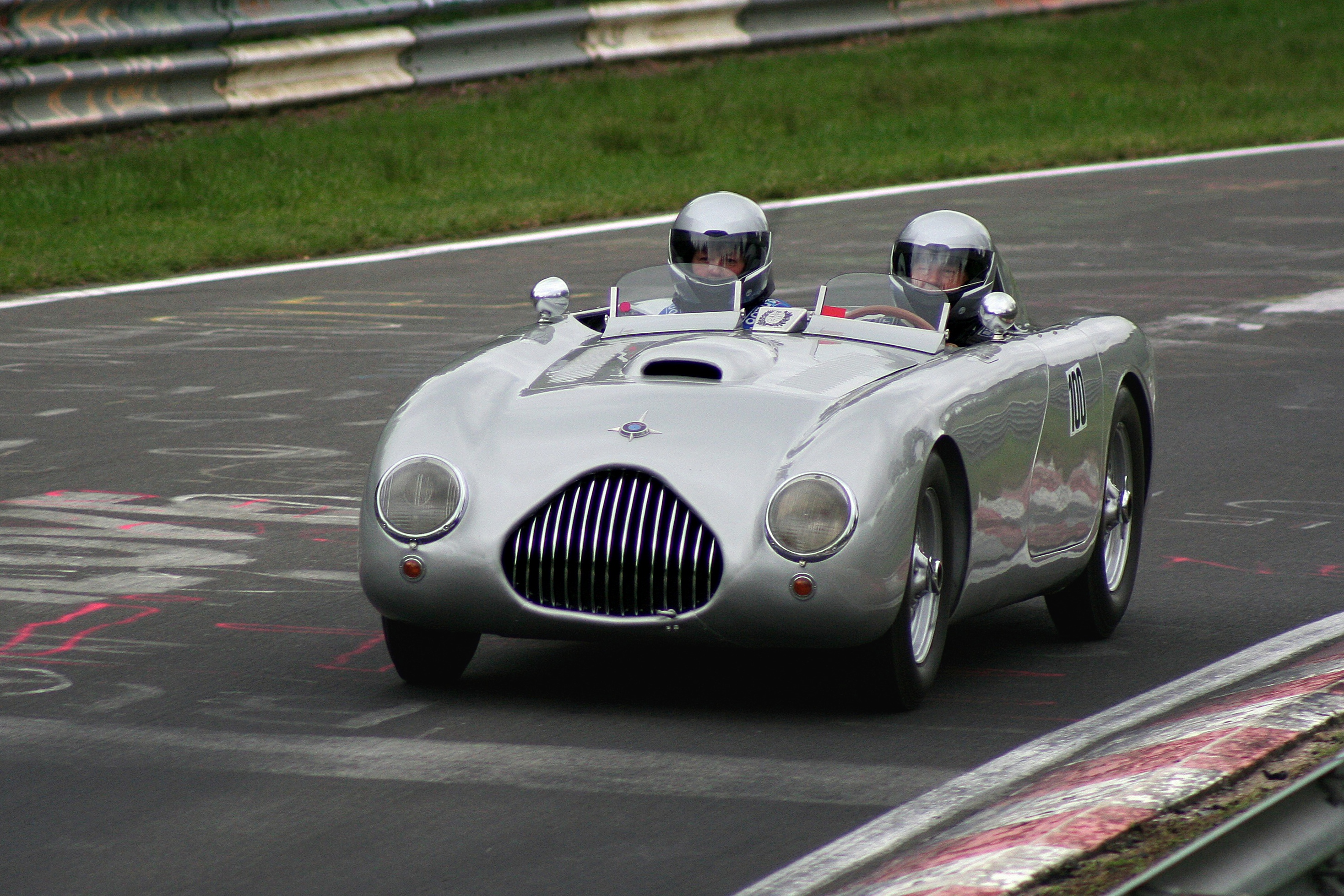
Veritas RS, Baujahr 1949, beim Oldtimer Festival des DAMC 2007 auf dem Nürburgring

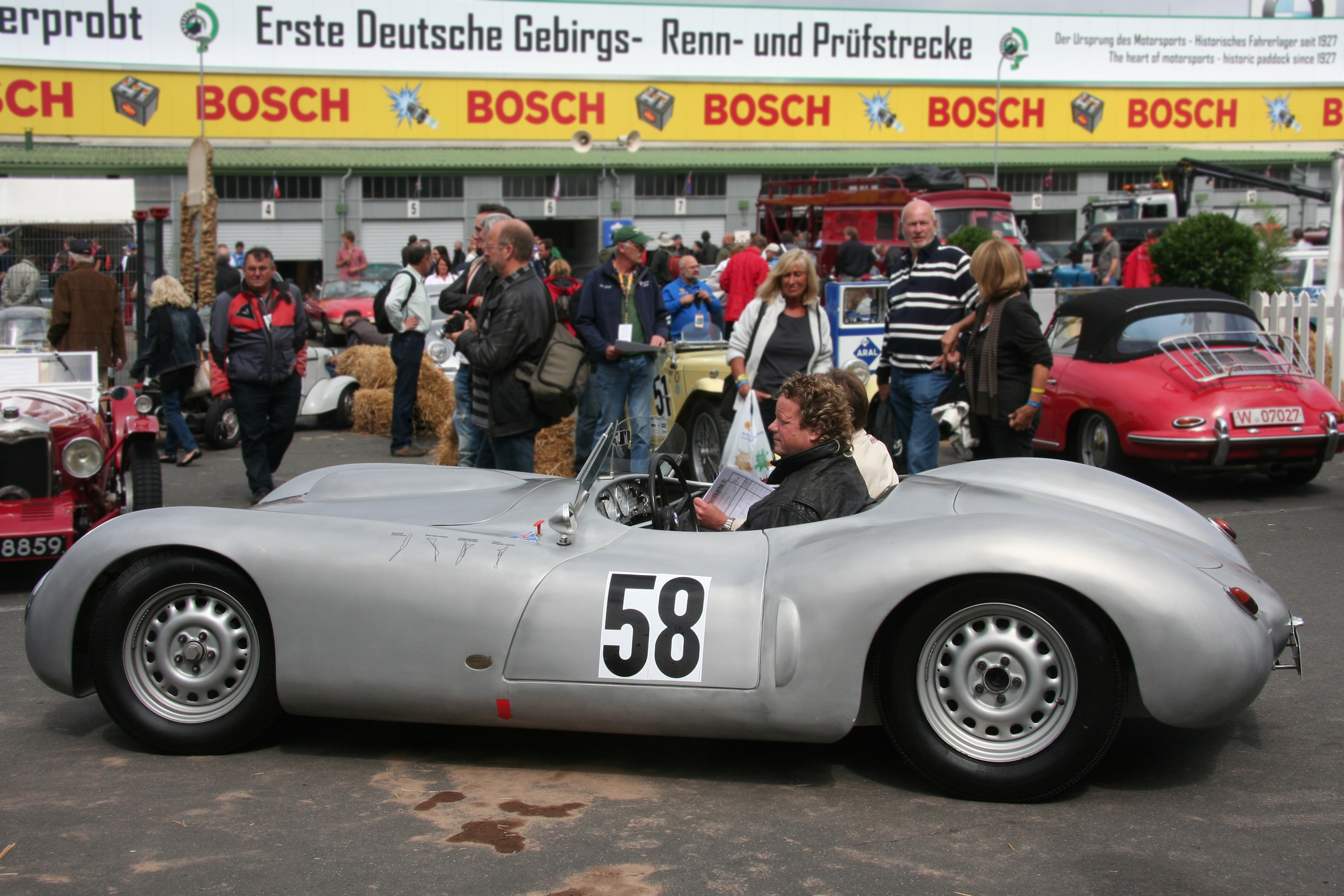
Großer Werkmeister von 1952

Der BMW 328 war von Anfang an Ausgangspunkt für die Ableitung von zahlreichen Um- und Eigenbauten, vor allem für Wettbewerbszwecke. Angefangen mit dem Austausch von einzelnen Karosserieteilen (Kotflügeln, Türen) gegen leichtere Ausführungen führte die Entwicklung über die Verwendung kompletter Leichtmetallkarosserien bereits vor dem Krieg bis hin zum Einbau von BMW-328-Motoren in speziell dafür angefertigte Fahrgestelle. Besonders die Konstruktionen von Toni Neumaier erwiesen sich hier bereits vor dem Krieg den vom Werk vorbereiteten Wagen des NSKK-Rennteams als ebenbürtig.
Die eigentliche Blüte der aus ihm abgeleiteten Eigen- und Umbauten erlebte der BMW 328 jedoch in der unmittelbaren Nachkriegszeit. Dies lag einerseits daran, dass der Motor als beinahe einziger in Deutschland konkurrenzfähig und dazu noch in ausreichender Zahl vorhanden war, zum anderen auch, dass er mit seinem Hubraum von 2 Litern ideal unter die Bestimmungen der vom internationalen Automobilverband FIA neu eingeführten Formel 2 fiel und daher vielen Rennfahrern im In- und Ausland Gelegenheit bot, auf einfache Weise zu einem geeigneten Rennwagen zu kommen.
In diese Marktlücke versuchten in Deutschland auch die beiden Rennsportmarken Veritas und AFM zu stoßen, deren erste Modelle noch durch Umbau vorhandener BMW-Fahrzeuge entstanden und die deutsche Szene damit zunächst dominierten. Auch im früheren BMW-Werk in Eisenach, wo vor dem Krieg sämtliche Serienmodelle gebaut worden waren, wurde unter der Markenbezeichnung EMW die Entwicklung von Hochleistungsmodellen auf Basis des BMW 328 fortgeführt, die vom staatlichen Rennkollektiv eingesetzt wurden. Dabei entwickelten sowohl die beiden westdeutschen Hersteller als auch das Rennkollektiv hubraumreduzierte Versionen des Motors mit rollengelagerten Kurbelwellen für den Renneinsatz in der 1,5-Liter-Klasse. Daneben wurden in der Werkstatt der früheren BMW-Vertretung Reif in Chemnitz mehrere BMW 328 zu Wettbewerbsfahrzeugen umgebaut. Ein weiterer Rennsportwagen auf der Basis des BMW 328 war der Große Werkmeister, den Georg Werkmeister in Dingelstädt baute.
In Großbritannien, wo die BMW 328 bereits vor dem Krieg unter der Markenbezeichnung von Frazer Nash vertrieben worden waren, sicherte sich der britische Flugzeughersteller Bristol Aeroplane Company zusammen mit Frazer Nash die Konstruktionsunterlagen sowie die Produktionsrechte. Unter der Leitung des früheren Konstruktionschefs von BMW, Fritz Fiedler, den Bristol ebenfalls übernommen hatte, wurde der Motor weiterentwickelt, um mehr Leistung und Standfestigkeit zu erzielen. Ab 1947 wurde er in Bristols erstes Automobil, das vom BMW 327 abgeleitete Coupé Bristol 400, eingebaut. Bis zum 406 (1959–1961) blieb der Sechszylindermotor Standard in allen Bristol-Cars-Modellen. Zudem kam er wie sein deutsches Gegenstück in zahlreichen Renn- und Sportwagen unter anderem der Hersteller Cooper, Frazer Nash, Lotus, AC oder Lister bis Mitte der 1950er-Jahre noch zu zahlreichen motorsportlichen Lorbeeren.
Der – je nach Quelle – belgische oder französische Konstrukteur Maurice Monnier verwendete Fahrwerks- und Motorteile eines BMW 328 für den Monnier Spéciale, einen 1947 selbst entworfenen Rennwagen, der von 1950 bis 1954 an einigen Formel-2-Rennen teilnahm.

## 328 Hommage

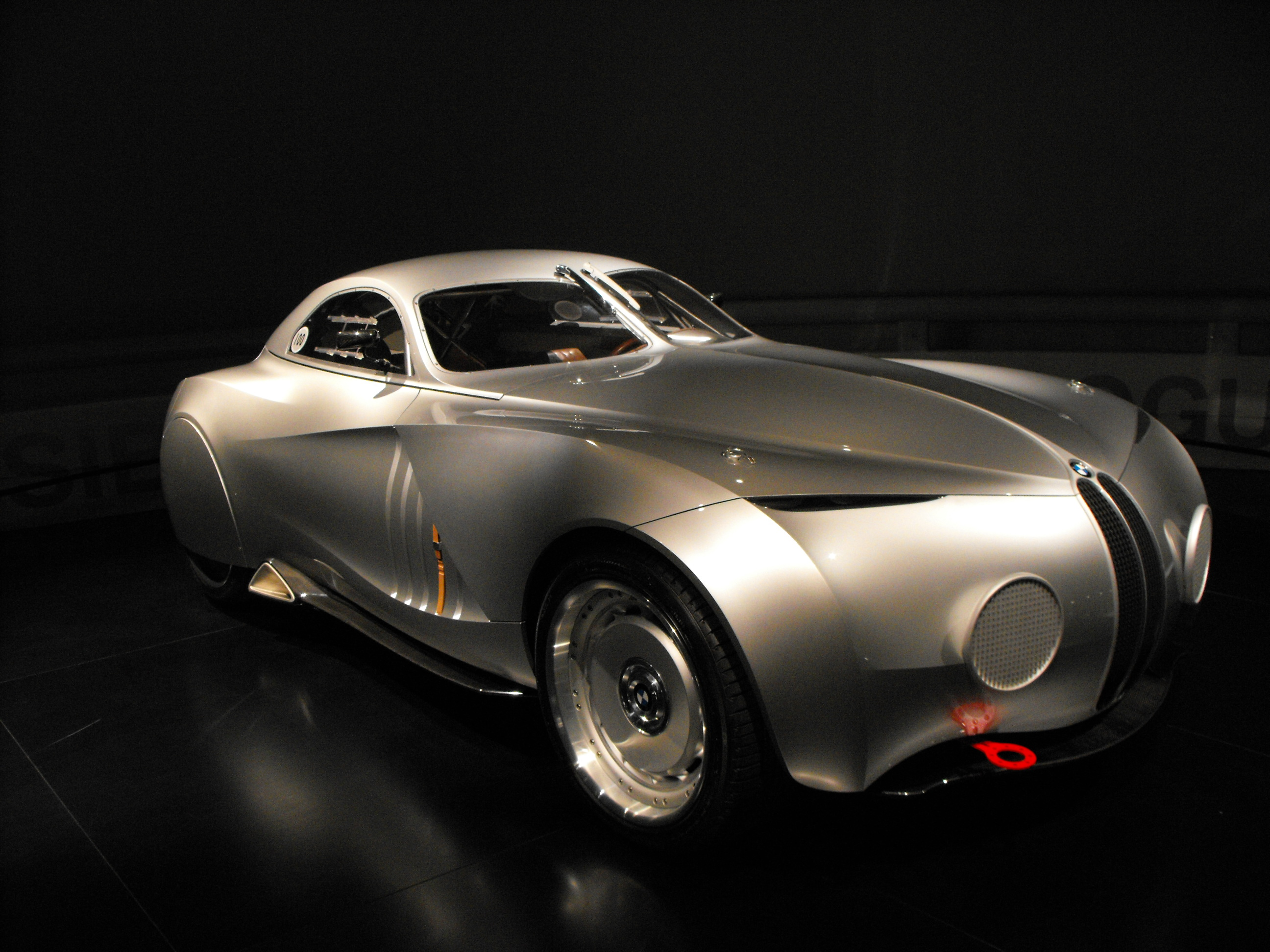
Coupé Mille Miglia 2006 im BMW Museum

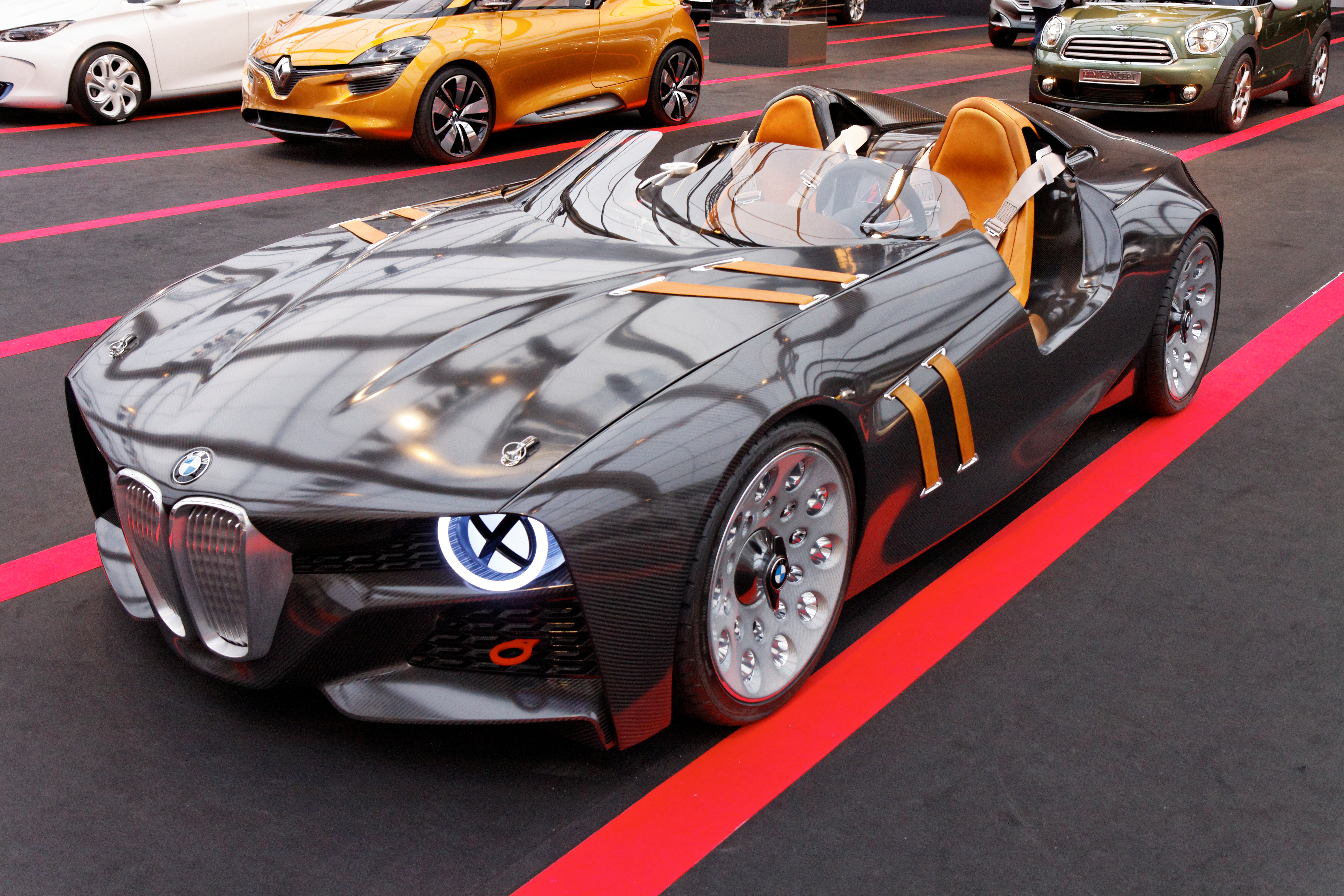
328 Roadster Hommage

Vom Vorkriegsmodell BMW 328 gibt es sogenannte BMW-Hommagen: 2006 vom Coupé, 2011 vom Roadster. Als Basis diente der Z4 (E85), allerdings wurden bei den beiden Concept Cars die Karosserien aus CFK (Kohlenstofffaserverstärkter Kunststoff) gefertigt. Für die Roadster-Hommage wird berichtet, dass sie dennoch gut 400 kg schwerer ist als das Original.